# Амини, Хуссейн
Хуссе́йн Амини́ (перс. Hossein Amini‎, прослушатьо файле; род. 18 января 1966 года, Тегеран, Иран) — ирано-британский кинорежиссёр и сценарист. В 1997 году за сценарий к фильму «Крылья голубки» номинировался на премию «Оскар» в номинации «Лучший адаптированный сценарий».

## Биография
Хуссейн Амини родился 18 января 1966 года в Иране. Когда ему было 11 лет он вместе с семьей переехал в Англию.
Свою карьеру в качестве сценариста он начал в начале 1990-х годов. Первый его сценарий был написан в 1992 году для фильма «The Dying of the Light», и тогда же он был номинирован на «Премию BAFTA в области телевидения».
В 1997 году Хуссейн написал адаптационный сценарий к фильму «Крылья голубки» за что был номинирован на премию «Оскар» в категории лучший адаптированный сценарий.
В 2012 году Амни дебютировал в качестве режиссёра начав снимать фильм «Двуликий Янус».

## Фильмография

### Режиссёр
- 2013 — Двуликий Янус

### Сценарист
- 1996 — Джуд
- 1997 — Крылья голубки
- 2002 — Четыре пера
- 2009 — Киллер
- 2010 — Шанхай
- 2011 — Драйв
- 2012 — Белоснежка и охотник
- 2013 — 47 ронинов
- 2013 — Двуликий Янус
- 2015 — Такой же предатель, как и мы
- 2017 — Снеговик

## Награды и номинации
Оскар:
- 1997 — номинация за лучший адаптационный сценарий (за фильм «Крылья голубки»).

Спутник:
- 1996 — номинация за лучший адаптационный сценарий (за фильм «Джуд»);
- 1997 — номинация за лучший адаптационный сценарий (за фильм «Крылья голубки»).